# Alla tiders 91:an Karlsson
Alla tiders 91 Karlsson är den fjärde i serien av filmer 91:an Karlsson  från 1953 i regi av Gösta Bernhard.

## Handling
Stockholm har 700-årsjubileum. 87:an och 91:an väntar på permission, men får istället straffkommendering. Straffet blir att städa regementets bibliotek, under arbetet får 91:an syn på en bok om Stockholms 700-åriga historia. Av misstag knuffar 87:an till stegen som 91:an sitter på, så att han faller och tappar medvetandet. Han börjar att drömma och befinner sig 700 år bakåt i tiden och börjar att vandra framåt i tiden mot Stockholmsolympiaden 1912. På vägen möter han personer ur den svenska historien, som Karl XII, Jonas Alströmer, Gustav Vasa och Birger jarl. Efter ett nytt möte med Karl XII blir 91:an väckt ur drömmen.
En dag låser 87:an och 91:an in sig i sprängämnesförrådet, de kastar ut en dynamitgubbe som hamnar i bygget av de nya arrestlokalerna, som delvis raseras. De döms till straffexercis, men fuskar som vanligt. Översten är dock nöjd med det som de utfört. Särskilt stolt blir han när de nya arrestlokalerna kan invigas och ha 87:an och 91:an som första gäster.

## Om filmen
Filmen premiärvisades 7 september 1953. Filmen spelades in vid Imago-ateljéerna i Stocksund med exteriörer från Stocksund, Danderyd och Strandvägen i Stockholm av Olle Ekman. Som förlaga har man Rudolf Peterssons fiktiva person 91:an Karlsson som publicerades första gången i tidningen Allt för Alla 1932. Inspirationen till 91:ans äventyr hämtade Gösta Bernhard denna gång bland annat från Stockholms 700-årsjubileum 1953 och Frans G Bengtssons två äventyrsromaner från vikingatiden Röde Orm -- Sjöfarare i Västerled och Röde Orm -- Hemma och i Österled

## Roller (i urval)
- Gus Dahlström - 91:an Mandel Karlsson, beväring/viking
- Holger Höglund - 87:an Axelsson, beväring/Röde Orms skrivare
- Iréne Söderblom - Elvira, major Morgonkröks hembiträde/häxerimisstänkt flicka/Elvira, Röde Orms dotter/nunna
- Fritiof Billquist - korpral Revär/Lauko, estnisk vikingahövding/kanslist hos Karl XII
- Gösta Bernhard - major Morgonkrök/Röde Orm
- Rut Holm - majorskan Morgonkrök/Röde Orms hustru/abbedissan Magdalena
- John Norrman - överste Gyllenskalp/Karl XII
- Georg Adelly - beväring/stafettlöpare med olympiska elden 1912/viking
- Kerstin "Kiki" Bratt - dansös/vikingakvinna/nunna
- Gösta Krantz - beväring/dalmas på 1500-talet/viking
- Berit Hedenö - nunna/flickvän
- Alf Östlund - lustfylld viking
- Olle Ekbladh - beväring/Gustav Vasa/viking
- Per Olof Eriksson - beväring/Jonas Alströmer
- Bert Sorbon - beväring/viking
- Sven Aage Andersen - beväring/dalmas

## Musik i filmen
- Alla flickor blir vackra om våren, kompositör Jules Sylvain, text Harry Iseborg, sång Gösta Bernhard, Gus Dahlström, Holger Höglund, Georg Adelly, Gösta Krantz, Per Olof Eriksson, Bert Sorbon och Sven Aage Andersen med flera
- Du-de-li-dej-valsen, kompositör Jules Sylvain, text Harry Iseborg, sång Gus Dahlström och Iréne Söderblom
- Bärsärkajazzen, kompositör och text Harry Iseborg
- Hej alla glada gossar på kompaniet, kompositör Gus Dahlström och Andrew Walter, text Harry Iseborg, sång Gus Dahlström, Holger Höglund och Georg Adelly
- Always Gay, kompositör Hal West, instrumental

## DVD
Filmen gavs ut på DVD 2016.